# Вануату на Светском првенству у атлетици на отвореном 2011.
Вануату је учествовао на 13. Светском првенству у атлетици на отвореном 2011. одржаном у Тегу од 27-4. септембра. Репрезентацију Вануатуа представљало је двоје такмичара (1 мушкарац и 1 жене) који су се такмичили у две дисциплине (1 мушка и 1 женска). , 
На овом првенству Вануату није освојио ниједну медаљу. Није било нових националних рекорда. Постигнут је један лични и један рекорд сезоне.

## Учесници
| Мушкарци: - Арнолд Сорина — 400 м | Жене: - Сузан Тама — 100 м |  |

## Резултати

### Мушкарци
| Атлетичар     | Дисциплина | Лични рекорд | Група    | Група      | Полуфинале           | Полуфинале           | Финале               | Финале       | Детаљи |
| Атлетичар     | Дисциплина | Лични рекорд | Резултат | Место      | Резултат             | Место                | Резултат             | Место        | Детаљи |
| ------------- | ---------- | ------------ | -------- | ---------- | -------------------- | -------------------- | -------------------- | ------------ | ------ |
| Арнолд Сорина | 400 м      | 48,65        | 48,76 РС | 6. у гр. 3 | Није се квалификовао | Није се квалификовао | Није се квалификовао | 32 / 36 (39) |        |

### Жене
| Атлетичарка | Дисциплина | Лични рекорд | Квалификације | Квалификације | Група                 | Група                 | Полуфинале            | Полуфинале            | Финале                | Финале       | Детаљи |
| Атлетичарка | Дисциплина | Лични рекорд | Резултат      | Место         | Резултат              | Место                 | Резултат              | Место                 | Резултат              | Место        | Детаљи |
| ----------- | ---------- | ------------ | ------------- | ------------- | --------------------- | --------------------- | --------------------- | --------------------- | --------------------- | ------------ | ------ |
| Сузан Тама  | 100 м      |              | 13,29 ЛР      | 6. у гр. 5    | Није се квалификовала | Није се квалификовала | Није се квалификовала | Није се квалификовала | Није се квалификовала | 63 / 71 (73) |        |

Легенда: НР = национални рекорд, ЛР= лични рекорд, РС = Рекорд сезоне (најбољи резултат у сезони до почетка првества), КВ = квалификован (испунио норму), кв = квалификова (према резултату)